# Le tagliatelle di nonna Pina
Le tagliatelle di nonna Pina è un brano scritto e composto da Gian Marco Gualandi, interpretato da Ottavia Dorrucci (5 anni di Verona) e vincitore del 46º Zecchino d'Oro.

## Storia
Il brano fu ispirato dalla suocera dell'autore, Giuseppina Villani, deceduta il 1º maggio 2022, e fu rifiutato diverse volte prima di essere accettato in gara nel 2003. Ha immediatamente ottenuto un notevole successo anche grazie alla trasmissione televisiva La prova del cuoco, dove il brano era utilizzato come stacco musicale insieme a Il cuoco pasticcione. È stata usata anche all'interno del programma televisivo Affari tuoi e in altre trasmissioni come Paperissima Sprint e Colorado Cafè Live.
Nel dicembre del 2007, in occasione del Gran galà dello Zecchino d'oro, questa canzone è stata cantata dal vivo da Orietta Berti e nel 2010 Antonella Clerici l'ha cantata nell'ultima serata del 60º Festival di Sanremo. Ancora nel 2017 è stata riproposta dal Piccolo Coro "Mariele Ventre" dell'Antoniano ospite nella terza serata del 67º Festival di Sanremo e nella serata dei 60 Zecchini è interpretato da Laura Chiatti.

## Cover
Nel 2005 Eleonora Cadeddu ha inciso una cover del brano, inserito nell'album per bambini Lolla - La foglia parlante, ma in realtà innumerevoli sono le versioni di questo pezzo presente in tutte o quasi le compilation di canzoni per bambini e inciso tra l'altro anche da Cristina D'Avena, Antonella Clerici, Elisabetta Viviani e tante altre interpreti. Il brano è stato utilizzato anche dai DJ e famoso è il remix del brano realizzato da Gabry Ponte.

## In altri media
Sulla base della canzone sono stati realizzati anche due cartoni animati: il primo inserito nel II° volume de I cartoni dello Zecchino d'Oro distribuito dalla Warner e il secondo frutto del lavoro di Bruno Bozzetto inserito nel doppio CD dello Zecchino d'Oro 2016. Nel 2018 la Rainbow nota azienda italiana leader nel settore dell'animazione in collaborazione con Antoniano, Sony e Rai Yoyo ha lanciato su scala mondiale la serie animata 44 gatti ideata da Iginio Straffi i cui personaggi principali sono 4 simpatici gattini e la loro padrona, per l'appunto Nonna Pina. La canzone ne costituisce una delle colonne sonore ed è presente anche nel CD audio che raccoglie i brani dello Zecchino utilizzati nelle serie animate.
L'editore Gallucci ha provveduto a ricavare da "Le Tagliatelle di Nonna Pina" un libro per bambini illustrato da Silvia Ziche e inserito nella collana Gli Indistruttilibri e lo stesso ha fatto l'editore Rusconi che ne ha ricavato un libro inserito nella collana Piccola Luna e illustrato da Silvia Sponza.